# Michaela Haet
Michaela Haet (Greenwich, 12 febbraio 1999) è una tennista australiana.

## Carriera
Michaela Haet ha vinto 2 titoli in singolare nel circuito ITF in carriera. Il 7 agosto 2017 ha raggiunto il best ranking mondiale nel singolare, nr 521; il 17 luglio 2017 ha raggiunto il miglior piazzamento mondiale nel doppio, nr 1054.
Ha fatto il suo debutto con una sconfitta al primo turno alle Challenger Series - Houston 2018. Ha partecipato anche al Sydney International 2022 nel doppio in coppia con Lisa Mays, uscendo sconfitte al primo turno da Arantxa Rus e Astra Sharma.

## Statistiche ITF

### Singolare

#### Vittorie (2)
| Torneo $100.000 (0) |
| Torneo $80.000 (0)  |
| Torneo $60.000 (0)  |
| Torneo $25.000 (0)  |
| Torneo $15.000 (2)  |

| N. | Data           | Torneo                                                 | Superficie | Avversaria in finale | Score            |
| 1. | 7 maggio 2017  | Thailand ITF Women's Pro Circuit, Distretto di Hua Hin | Cemento    | Chihiro Muramatsu    | 6-3, 6(5)-7, 6-4 |
| 2. | 15 luglio 2017 | ITF Pro Circuit Series, Distretto di Hua Hin           | Cemento    | Hsu Chieh-yu         | 6–2, 6(5)-7, 7-5 |